# 英德黄芩
英德黄芩（学名：Scutellaria yingtakensis）为唇形科黄芩属下的一个种。

## 扩展阅读
- 維基物種上的相關：英德黄芩